# Kenneth R. H. Mackenzie
Pour les articles homonymes, voir Mackenzie.
Kenneth Robert Henderson Mackenzie (31 octobre 1833–3 juillet 1886) est un linguiste, orientaliste, écrivain, occultiste, franc-maçon et autodidacte anglais.
Son livre The royal masonic cyclopaedia, sorte de dictionnaire de la Franc-maçonnerie, publié en 1877, devient une référence.

## Biographie

### Jeunesse
Mackenzie est né le 31 octobre 1833 à Deptford près de Londres, Angleterre. L'année suivante, sa famille part vivre à Vienne, où son père, le Dr Rowland Hill Mackenzie, est assistant chirurgien dans le département de sage-femme à l'hôpital impérial. Lorsque le Dr Mackenzie et son épouse retournent en Angleterre vers 1840, Kenneth reste à Vienne pour son éducation, excellant dans les langues (allemand, français, latin, grec et hébreu). À 17 ans, de retour à Londres, il travaille dans le bureau d'édition de Benjamin Disraeli.

### Carrière
En 1851, à 18 ans, sa courte introduction à la biographie de Homere, une traduction d'un texte d'Hérodote, apparait dans le livre du traducteur d'Homere Theodore Alois Buckley, The Odyssey of Homer, with the Hymns, Epigrams, and Battles of the Frogs and Mice. Literally Translated, with Explanatory Notes
Au début du livre, Buckley remercie Mackenzie en ces termes: Pour la traduction de la Vie Pseudo-Hérodotienne d'Homère, le lecteur est redevable à Kenneth Mackenzie.
Mackenzie participe par la suite aux livres de Buckley.
En 1852, l'année de la publication de sa traduction, de l'allemand, du livre de Karl Richard Lepsius, Briefe aus Aegypten, Aethiopen (Discoveries in Egypt, Ethiopia and the Peninsula of Sinai), Mackenzie traduit également, du danois, celui de Hans Christian Andersen In Sweden (publié dans le livre The Story of My Life). Pour le livre de 1852 de Buckley Great Cities of the Ancient World, Mackenzie fourni les chapitres sur Pékin, l'Amérique et la Scandinavie. Dans Great Cities of the Middle Ages (Routledge, 1853), pour sa contribution aux chapitres sur les villes d'Espagne l'auteur remercie de nouveau Mackenzie, en ces termes: mon ami littéraire et coadjuteur, Kenneth RH Mackenzie. Dans The Dawnings of Distinguished Men (Routledge, 1853), Buckley écrit Je suis encore un débiteur reconnaissant à la gentillesse de mon ami Kenneth RH Mackenzie, dont la mémoire de Thomas Chatterton formes l'un des chapitres les plus intéressants du livre.
En 1853, Mackenzie publie son premier livre Burmah and the Burmese, et ce malgré le fait qu'il ait aussi été occupé à aider Walter Savage Landor à préparer une nouvelle édition de ses Conversations imaginaires.
En 1854, Mackenzie traduit, de l'allemand, Schamyl and Circassie de Friedrich Wagner. La page de titre de cet ouvrage indique que Mackenzie a déjà, à 20 ans, été nommé membre de la Société des antiquaires de Londres et membre de la Royal Asiatic Society de Grande-Bretagne.

## Écrits
- Theodore Alois Buckley, The Odyssey of Homer, with the Hymns, Epigrams, and Battles of the Frogs and Mice. Literally Translated, with Explanatory Notes, Londres, Henry Bohn. 1851 (introduction)

- Theodore Alois Buckley, Great Cities of the Ancient World, 1852 (participation)

- Theodore Alois Buckley, Great Cities of the Middle Ages, 1853 (participation)

- Theodore Alois Buckley, The Dawnings of Distinguished Men, 1853 (participation)

- Burmah and the Burmese, 1853

- The royal masonic cyclopaedia, 1877